# Tarnowskie Towarzystwo Kulturalne
Tarnowskie Towarzystwo Kulturalne – zostało powołane do istnienia 23 kwietnia 1990 roku, poprzez wpisanie do rejestru stowarzyszeń przez Sąd Wojewódzki w Tarnowie. Podstawowym celem statutowym Towarzystwa jest „inspirowanie i prowadzenie wielopłaszczyznowych badań naukowych z wszystkich dziedzin dotyczących głównie Tarnowa i regionu; propagowanie osiągnięć naukowych, kulturalnych i artystycznych; zajmowanie stanowiska w ważnych dla rozwoju Tarnowa i regionu kwestiach i aktywne uczestniczenie w istotnych wydarzeniach”.

## Członkowie Założyciele TTK[1]
- Stanisław Potępa
- Włodzimierz Depukat
- Jolanta Marszalska
- Maria Wojtal
- Agnieszka Lemańska
- Bronisław Jaśkiewicz
- Adam Bartosz
- Wiesław Łoziński
- ks. Tadeusz Bukowski
- Antoni Sypek
- Bogusław Rawiński
- Paweł Filipowicz
- Andrzej Szpunar
- Joanna Srebro
- Marek Niedojadło
- Antoni T. Żak
- Janusz Choiński
- Eligiusz Dworaczyński
- Leszek Hońdo
- Aleksandra Pietrzykowa

## Historia
Stowarzyszenie to, powołane z inicjatywy Stanisława Potępy, z siedzibą przy Muzeum Okręgowym w Tarnowie, powstało jako kontynuacja działalności Towarzystwa Przyjaciół Ziemi Tarnowskiej, zawieszonego w 1990 roku. Organizacja prowadzi m.in. działalność wydawniczą, np. w 1990 roku rozpoczęto edycję „Rocznika Tarnowskiego”.
Pod egidą Tarnowskiego Towarzystwa Kulturalnego, jego prezes Stanisław Potępa rozpoczął publikowanie serii wydawniczej Tarnów. Wielki przewodnik (1994–2009). Do 2009 pojawiły się 20 tomy, nie opisujące jeszcze całego terenu miasta. Oprócz tego wydrukowano wydawnictwa monograficzne, opracowania i reprinty dotyczących miasta Tarnowa i regionu tarnowskiego, m.in. reprint z 1831 Wincentego Balickiego Miasto Tarnów pod względem historycznym, statystycznym, topograficznym i naukowym w 1991, a w 2010 Encyklopedię Tarnowa. Prócz wydawnictw typowo historycznych opublikowane zostały poezje i powieści.
Prezesem TTK od momentu założenia był Stanisław Potępa (1990–2009), później Adam Bartosz (2009–2019), a od 7 stycznia 2019 – Andrzej Szpunar. Członkami Towarzystwa są osoby o różnych zawodach, dbające o zachowanie w pamięci historii lokalnej społeczności.

## Skład Zarządu Tarnowskiego Towarzystwa Kulturalnego[1]
- Andrzej Szpunar – przewodniczący
- Adam Bartosz – wiceprzewodniczący
- Przemysław Kozek – wiceprzewodniczący
- Mieczysław Czosnyka – sekretarz
- Katarzyna Kobylańska – skarbnik

## Komisja Rewizyjna[1]
- Barbara Bułdys
- Janusz Kozioł
- Andrzej Niedojadło – przewodniczący